# Last Vegas
Last Vegas é um filme do género comédia romântica dramática dirigido por Jon Turteltaub, estrelado por Michael Douglas, Robert De Niro, Morgan Freeman, e Kevin Kline. O filme foi lançado em 1 de novembro de 2013.

## Sinopse
Billy, Paddy, Archie e Sam são amigos de infância de Flatbush, no Brooklyn, em Nova York, que agora vivem em seus últimos anos. Sam e sua esposa Miriam estão vivendo vidas mundanas em Naples, Flórida. Archie, duas vezes divorciado e se recuperando de um pequeno derrame, vive com seu filho superprotetor Ezra e sua família em Englewood, Nova Jersey. Paddy mora sozinho em seu apartamento no Brooklyn desde a morte de sua esposa, Sophie, há mais de um ano. Billy é um empreendedor de sucesso em Malibu, Califórnia, que mora com sua namorada Lisa, de 31 anos. Pouco depois de propor a Lisa, Billy encontra uma garrafa velha de uísque que ele e seus amigos roubaram na infância e liga para Sam e Archie, que imediatamente propõem uma despedida de solteiro para Billy em Las Vegas antes do casamento dele naquele final de semana. Depois de receber permissão de Miriam para traí-la, Sam pega Archie e Paddy e voa para o encontro com Billy em Las Vegas.
Chegando em Vegas, Billy e Paddy discutem acaloradamente porque Billy não foi ao funeral de Sophie. Eles vão ao Binion's Gambling Hall e Hotel para fazer o check-in, apenas para perceber que o hotel está fechado para reformas. Eles concordam em experimentar o Aria Resort and Casino, onde o casamento será realizado. Antes de sair de Binion, eles são atraídos para o salão pela voz de Diana, que fica imediatamente encantada com a apreciação deles pelo canto. Os cinco compartilham uma bebida e convencem Diana a se juntar a eles no The Aria.
Enquanto espera para obter quartos, Archie vai para uma mesa de blackjack e tem uma breve briga com um jogador arrogante chamado Dean. Archie compra fichas com US $ 15 mil (metade de seus fundos de pensão), planejando aproveitar sua fuga das preocupações médicas. Quando Paddy e Sam voltam, eles descobrem que Archie é de até $ 102.000, e eles rapidamente deixam a mesa com medo de serem acusados de contagem de cartas. Enquanto isso, enquanto Billy visita a capela de casamento com Diana, ele fica encantado com ela enquanto ela explica a ela que se mudou para Vegas porque ela foi recentemente demitida como advogada fiscal em Atlanta e sempre quis cantar.
O quarteto mais tarde se torna juiz de uma competição de maiô selvagem. Eles são então confrontados pelo gerente do cassino, que oferece ao grupo sua maior suíte de cobertura gratuita, na esperança de que Archie fique e gaste seus ganhos no hotel. Eles são atribuídos por Lonnie (que está decepcionado porque a pessoa original ficar no quarto estava indo para ser 50 Cent) é o seu anfitrião / mordomo. Billy sugere que eles abram a velha garrafa de uísque para celebrar a reunião da gangue, mas Paddy o confronta sobre sua ausência no funeral de Sophie e sai da suíte. Naquela noite, os três restantes vão à popular boate do Aria, onde aceitam a sugestão do segurança de que eles ganham entrada imediata comprando o serviço de US $ 1.800 em garrafa, usando alguns dos ganhos de Archie. Lá, Billy e Sam conversam com uma solteira e sua dama de honra de uma festa de despedida enquanto Archie vai dançar. Dean vem e começa a tatear a despedida e é confrontado por Archie, Billy e Sam. Dean tenta dar um soco em Billy, mas é derrubado por Paddy, que parou para dar Archie seu celular devido a várias chamadas não atendidas de seu filho Ezra.
No dia seguinte, enquanto os outros estão de ressaca e se recuperando, Paddy visita Diana e diz a ela que ele e Billy estavam ambos apaixonados por Sophie quando eram mais jovens e ela escolheu Paddy. Diana chama sua atenção enquanto tenta convencê-lo a parar de lamentar e seguir em frente com a vida porque Sophie iria querer. Depois, Paddy se junta a Billy em sua cabana de bilhar e admite que ele precisa seguir em frente com o falecimento de Sophie, enquanto também demonstra preocupação por Billy em se casar com uma mulher mais jovem. Sam e Archie se juntam e decidem dar uma grande despedida de solteiro para Billy em sua suíte naquela noite. Lonnie leva Dean à cabana para se desculpar por seu comportamento, convencendo-o de que o quarteto são membros da máfia da costa leste, chamados de "The Flatbush Four". Dean, temendo por sua vida, concorda em se tornar seu menino de recados para o dia. Com a ajuda de Lonnie e Dean, eles se preparam para a festa e convidam várias pessoas, incluindo o grupo de despedida de solteira da boate, dançarinos exóticos, um grupo de artistas de travestis e membros do elenco de Zarkana.
Enquanto os outros preparam sua festa, Billy visita Diana. Ela admite que gosta dele e pergunta se ele realmente ama Lisa. Enquanto caminham pela The Strip, Billy diz a Diana que Paddy deu a Sophie um ultimato para escolher Billy ou ele e ela secretamente escolheu Billy primeiro, mas Billy disse a Sophie que ela deveria estar com Paddy.
A despedida de solteiro entra em pleno vigor quando Paddy se prepara para ser social novamente, finalmente removendo seu anel de casamento. Sam encontra a dama de honra da noite anterior, que começa a flertar com ele para seu deleite. Archie dança com a despedida de solteira, strippers, travestis e, em seguida, dá conselhos a Dean sobre como ele também pode encontrar mulheres adequadamente. Archie é surpreendido por um preocupado Ezra, que rastreou o celular de Archie. Archie convence-o a se acalmar e aproveitar esta oportunidade para um momento especial de pai e filho. Sam e a dama de honra sobem para ficar sozinhas, onde ele encoraja e gosta de seus modos sedutores, mas acaba recusando sexo, percebendo que ele conta a Miriam sobre todas as coisas maravilhosas que acontecem em sua vida, e se ele não contasse, aquilo não seria mais maravilhoso, a dama de honra entende e diz que quando ela se casar, ela queria um homem igual a Sam e depois ela sai do quarto.
Paddy diz a Billy que ele convidou Diana para a festa porque ele gosta dela e quer começar de novo depois da morte de Sophie, mas percebe que Billy também gosta dela. Quando Diana chega, Billy empurra Paddy na piscina decorativa da suíte e leva Diana para o andar de cima para lhe dizer que Paddy gosta dela e lhe dar uma chance. Ela afirma que se sente como se estivesse sendo tratada como Sophie e "talentosa" de Billy para Paddy, que Paddy ouve. Paddy fica arrasado ao saber da escolha de Sophie e joga a velha garrafa de uísque no lixo enquanto sai da festa.
Na manhã seguinte, Paddy confronta Billy na piscina e diz que ele não ama Lisa como Paddy amava Sophie e que o casamento deve ser interrompido. Quando Lisa e suas damas de honra chegam, Paddy empurra Billy na piscina e diz a Lisa que Billy está cancelando o casamento. Billy e Lisa conversam e Lisa sai com suas damas de honra. Enquanto os caras fazem as malas para ir embora, Billy aceita sua idade e admite seu medo de envelhecer e ficar sozinho. Eles se reúnem novamente como amigos e dizem a Billy para ir ver Diana. Billy aparece no salão onde Diana está cantando e revela seus sentimentos por ela. Os caras se despedem de Dean e Lonnie e finalmente decidem abrir a velha garrafa de uísque para um último brinde, mas para surpresa deles, todos, exceto Paddy, acham o gosto repulsivo.
Dois meses depois, Billy e Diana ligam para Archie e Paddy para anunciar que vão se casar. Eles tentam ligar para Sam, mas ele é incapaz de atender o telefone enquanto ele está ocupado na cama com Miriam e assim termina o filme.

## Elenco
- Michael Douglas como Billy Gherson
- Robert De Niro como Patrick "Paddy" Connors
- Morgan Freeman como Archibald "Archie" Clayton
- Kevin Kline como Sam Harris
- Mary Steenburgen como Diana Boyle[6]
- Jerry Ferrara como Dean[7][8][9]
- Romany Malco como Lonnie
- Roger Bart como Maurice
- Joanna Gleason como Miriam Harris
- Michael Ealy como Ezra Clayton
- Bre Blair como Lisa
- April Billingsley como Dama de Honra de Bachelorette
- Andrea Moore como Bachelorette
- Redfoo como ele mesmo
- 50 Cent como ele mesmo[10]

## Produção
A filmagem principal começou em novembro de 2012, em Las Vegas. No final de novembro, as filmagens, em seguida, mudaram-se para área de Atlanta, Geórgia.

## Recepção
Last Vegas recebeu críticas mistas dos críticos. Rotten Tomatoes relatou de que 46% dos críticos deram ao filme uma revisão positiva com base em 146 comentários, com uma pontuação média de 5.18/10. O consenso afirma: "O elenco de Last Vegas mantêm as coisas amigavelmente assistível, mas o filme é mais uma recauchutagem de Hangover para o conjunto mais velho." No Metacritic, o filme tem uma pontuação de 48/100 com base em 34 revisões, consideradas "críticas mistas ou médias".

### Bilheteria
Em 19 de novembro de 2013, Last Vegas arrecadou 63,914,167 dólares na América do Norte.